# أبو عمر المهاجر
أبو عمر المهاجر هو المتحدث الرسمي لتنظيم الدولة الإسلامية، عين بعد وفاة أبو حمزة القرشي في 3 فبراير 2022، في بيان لتنظيم الدولة الإسلامية في 10 مارس 2022، أكد التنظيم مقتل المتحدث الرسمي له أبو حمزة القرشي وزعيمه السابق أبو إبراهيم الهاشمي القرشي وأعلن عن تعيين أبو الحسن الهاشمي القرشي خلفاً له وأبو عمر المهاجر خلفاً لأبي حمزة القرشي كمتحدث رسمي للتنظيم. وكان ذلك في أول كلمة صوتية له من إنتاج مؤسسة الفرقان بعنوان: «فَمِنْهُم مَّن قَضَى نَحْبَهُ».
يُذكر أنه كان أحد المقربين من المتحدث السابق أبو حمزة القرشي، وعملا معًا في مؤسسة الحياة للإنتاج الإعلامي في إطار ديوان الإعلام المركزي، وتختص بإنتاج الإصدارات باللغات الأجنبية، كما تولى منصب وزير ونائب لأبي الحسن الهاشمي.

## الكلمات الصوتية
صدرت عدة كلمات صوتية له، من قِبل مؤسسة الفرقان وهي:
| م | العنوان                             | التاريخ                                                 | المدة |
| - | ----------------------------------- | ------------------------------------------------------- | ----- |
| 1 | فَمِنْهُم مَّن قَضَى نَحْبَهُ                   | الخميس 7 شعبان 1443 هـ الموافق: 10 مارس 2022            | 12:26 |
| 2 | قَاتِلُوهُمْ يُعَذِّبْهُمُ اللهُ بِأَيْدِيكُمْ         | الأحد 16 رمضان 1443 هـ الموافق: 17 أبريل 2022           | 33:08 |
| 3 | وَاعْتَصِمُوا بِحَبْلِ اللَّهِ جَمِيعًا وَلَا تَفَرَّقُوا | الثلاثاء 17 صفر 1444 هـ الموافق: 13 سبتمبر 2022         | 36:08 |
| 4 | فَيَقْتُلُونَ وَيُقْتَلُونَ                     | الأربعاء 6 جمادى الأولى 1444 هـ الموافق: 30 نوفمبر 2022 | 09:44 |